# Шеньчжоу-8
Шеньчжоу-8 (кит.: 神舟八号; літ.: 'Божественний човен номер 8', англ. Shenzhou 8) — Безпілотний космічний корабель Китаю. Перший у серії кораблів, обладнаний стикувальним вузлом. Запущений 31 жовтня 2011 року.
Космічний корабель «Шеньчжоу 8» автоматично стикувався з космічним модулем «Тяньгун-1» (запущеним 29 вересня 2011 року) 2 листопада 2011 року і знову 14 листопада 2011 року.17 листопада 2011 року повернувся на Землю.

## Місія
Основною метою запуску «Шеньчжоу-8» було відточення технології наближення та стикування з орбітальною станцією «Тяньгун-1», яка була запущена в вересні. Під час цієї місії було заплановано два стикування: перше — на другий день ініціювання місії, а друге — на 14-й день польоту.

## Історія запуску
29 вересня 2008 року, Чжан Цзянцзі, віце-директор китайського космічного проєкту з пілотованих польотів, оголосив у співбесіді для китайського телебачення (CCTV), що космічний модуль «Тяньгун-1» вагою 8 тонн буде запущений у 2010 році (пізніше у 2011 році), і що кораблі «Шеньчжоу-8», «Шеньчжоу-9» і «Шеньчжоу-10» мали намір стикуватися з ним. 1 жовтня 2008 року Шанхайська космічна адміністрація, яка брала участь у розробці «Шеньчжоу-8», заявила, що їм вдалося успішно виконати симульовані експерименти зі стикуванням «Тяньгун-1» та «Шеньчжоу-8».
«Шеньчжоу-8» було запущено 31 жовтня 2011 року за допомогою ракети «чанчжен 2F». Пуск відбувся з пускової станції 921/SLS-1 на Південній пусковій базі Космічного центру запусків супутників Цзюцюань. Безпілотна місія «Шеньчжоу-8» успішно стикувалася з «Тяньгун-1» 2 листопада 2011 року, позначивши перше орбітальне стикування Китаю. «Шеньчжоу-8» розстиковувався від «Тяньгун-1» 14 листопада 2011 року, перед успішним завершенням другої зустрічі та стикування для тестування можливості повторного використання системи стикування. «Шеньчжоу-8» було автономно виведено з орбіти 17 листопада 2011 року і успішно приземлилося у Сичуань у Внутрішній Монголії.

## Політ
- 1 листопада 2011 року о 0:58 — запуск з космодрому Цзюцюань.
- 1 листопада 2011 року о 20:29 — стикування з «Тяньгун-1». Стикування відбулося під час прольоту двох апаратів над територією Китаю і було виконане автоматично. Стикування тривало 8 хвилин. Під час стикування використовувалися мікрохвильові радари, відеокамери та лазерні далекоміри.
- 14 листопада 2011 року — здійснено розстикування і повторне стикування.
- 17 листопада 2011 року — спусковий апарат космічного корабля «Шеньчжоу-8» приземлився на півночі Китаю в окрузі Сичуань в автономному районі Внутрішня Монголія.